# 新宿さすらい節
『新宿さすらい節』はTBS系列で1974年7月19日から10月11日にかけて金曜ドラマ枠にて放送された萩原健一主演の連続ドラマ。全13回。

## 概要
若き特ダネ記者の中岡ムサシ＝通称ザジ（萩原健一）が兄と慕っていた記者雁金（岩下浩）の変死をきっかけに裏社会の事件へと深入りし、凶弾に倒れるまでの鮮烈な生きかたを描いた青春物語。
主演は当時人気絶頂にあった萩原健一。日本テレビ系『傷だらけの天使』と並行するかたちで制作された。

## キャスト
- 萩原健一
- 中野良子
- 二谷英明
- 星由里子
- 緑魔子
- 田口計
- 渡辺文雄
- 高津住男
- 下川辰平
- 岡田英次
- 寺田農
- 荒砂ゆき
- 小坂一也
- 江角英明
- 岩下浩

ほか

## スタッフ
- プロデューサー：坂崎彰
- 原作：野上彰
- 脚本：山田正弘
- 演出：龍至政美

ほか

## 受賞歴
- 1974年第7回テレビ大賞優秀個人賞（中野良子）

| TBS系 金曜ドラマ            | TBS系 金曜ドラマ                     | TBS系 金曜ドラマ                |
| 前番組                      | 番組名                               | 次番組                          |
| --------------------------- | ------------------------------------ | ------------------------------- |
| 霧の影 （1974.4.19 - 7.12） | 新宿さすらい節 （1974.7.19 - 10.11） | 樹氷 （1974.10.18 - 1975.1.24） |

| スタブアイコン | サブスタブ | この項目は、まだ閲覧者の調べものの参照としては役立たない、テレビ番組に関連した書きかけの項目です。この項目を加筆・訂正などしてくださる協力者を求めています（P:テレビ/PJ:放送または配信の番組）。 |